# Oregon-Stachelbeere
Die Oregon-Stachelbeere (Ribes divaricatum), auch Schwarze Honigbeere, ist ein aufrechter bis 3 Meter hoher Strauch mit schwarzen oder dunkelroten Früchten aus der Familie der Stachelbeergewächse (Grossulariaceae). Das natürliche Verbreitungsgebiet der Art liegt in Kanada und in den Vereinigten Staaten. Die Art wird nur selten kultiviert.

## Beschreibung

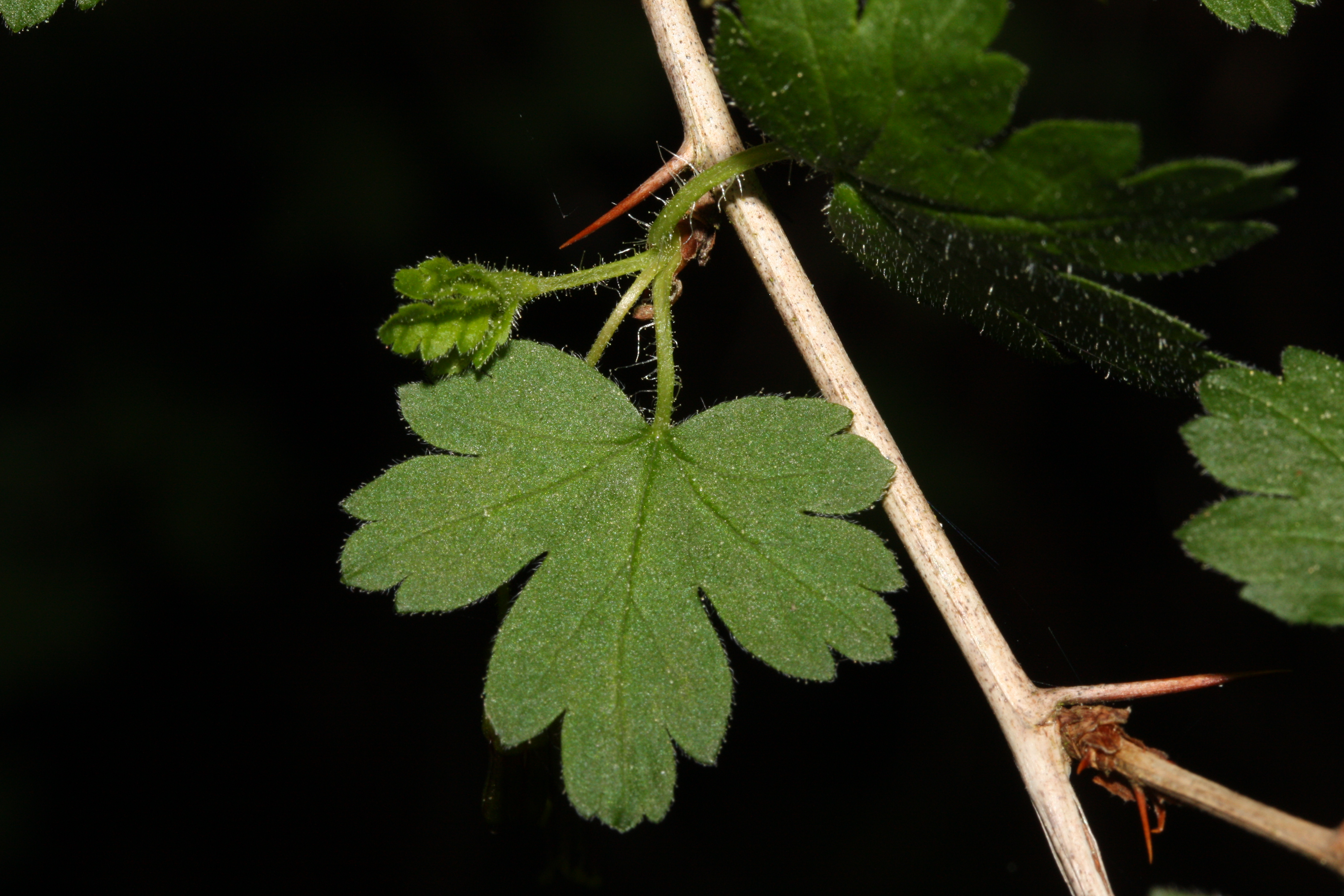
Blatt

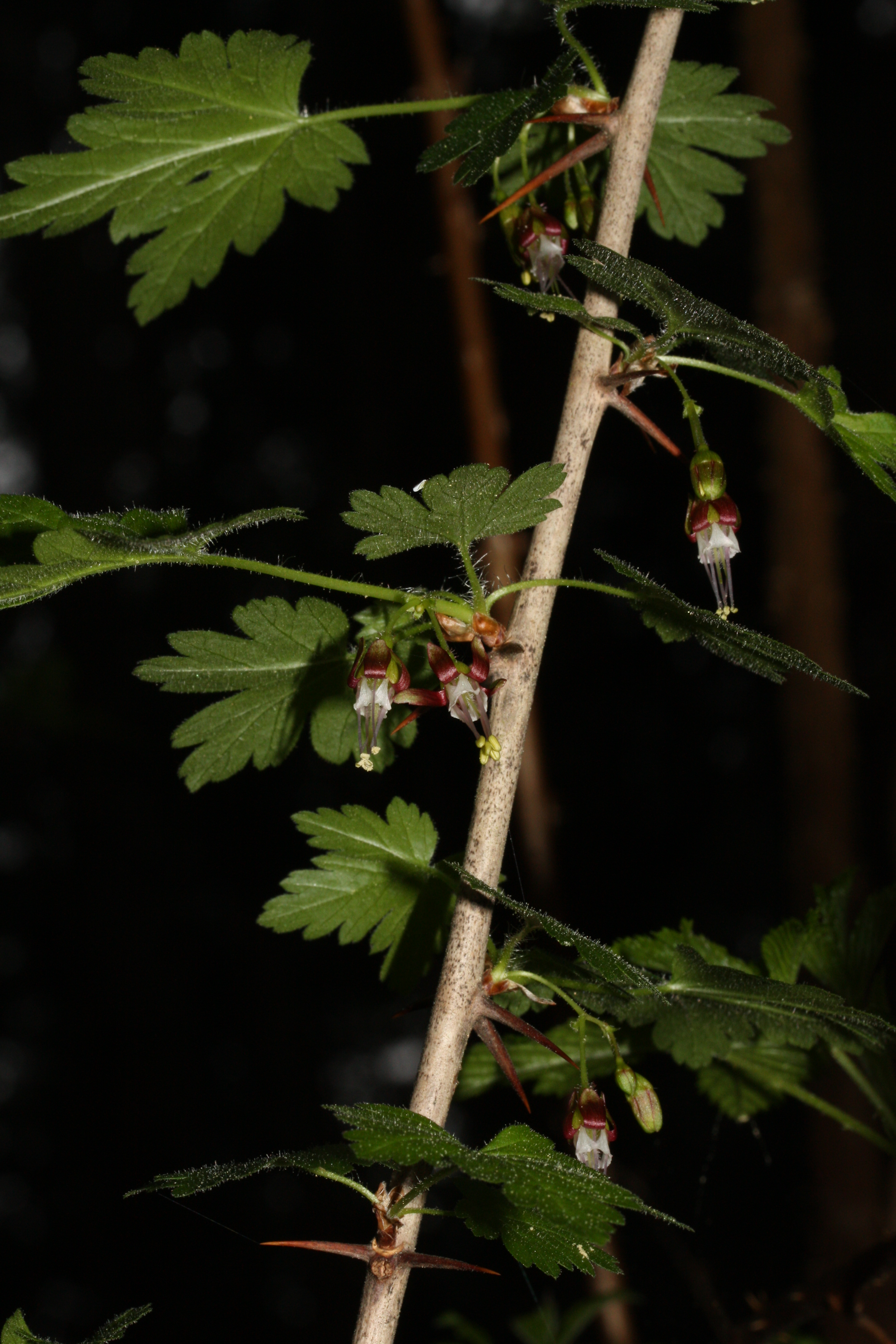
Blätter und Blüten

Die Oregon-Stachelbeere ist ein 1 bis 3 Meter hoher Strauch mit grauen bis braunen, manchmal borstigen Zweigen. Die Knoten sind unbewehrt oder mit ein bis drei 5 bis 20 Millimeter langen, oft zurückgekrümmten Stacheln besetzt. Die Internodien sind unbewehrt oder mit wenigen Stacheln besetzt. Die Laubblätter haben einen 1 bis 3 Zentimeter langen, fein behaarten und teilweise drüsig behaarten Blattstiel. Die Blattspreite ist einfach, drei- bis fünflappig, rundlich bis beinahe nierenförmig, 2 bis 3,5 Zentimeter lang mit herzförmiger bis gerundeter Basis. Die Lappen sind keilförmig, gekerbt gesägt mit gerundeter Spitze. Die Blattoberseite ist beinahe kahl oder fein behaart, die Unterseite ist flaumig behaart.
Die Blüten stehen einzeln oder in 2 bis 4 Zentimeter lange Trauben aus 2 bis 4 Blüten. Die Blütenstandsspindeln sind kahl oder fein behaart. Die Tragblätter sind oval, 1 bis 2 Millimeter lang, kahl oder bewimpert. Die Blütenstiele sind kahl oder fein behaart und 3 bis 12 Millimeter lang. Die Blüten sind zwittrig. Der Blütenbecher ist verkehrt-kegelförmig, grünlich oder rötlich, kahl oder  behaart, 1,5 bis 3,5 Millimeter lang, mit waagrecht stehenden, schmal länglich-verkehrt-dreieckigen, 3,4 bis 6 Millimeter langen, sich nicht überlappenden Zipfeln mit zurück gebogenen Enden. Die Kronblätter stehen aufrecht, sie sind weiß, rosafarben oder rot, 1,2 bis 3 Millimeter lang, keilförmig bis verkehrt-eiförmig und nicht deutlich eingerollt. Die Staubblätter sind 2,5 bis 3,5 Mal so lang wie die Kronblätter. Die Staubfäden sind gerade, kahl und 3,5 bis 7 Millimeter lang. Die Staubbeutel sind cremefarben, 1 Millimeter lang mit gerundeter Spitze. Der Fruchtknoten ist kahl. Die Griffel sind 5 bis 11 Millimeter lang, bis zur Hälfte ihrer Länge verwachsen und behaart. Die Früchte sind schwarzrot, bereift, rundlich, kahl mit Durchmesser von 6 bis 12 Millimeter und genießbar.
Die Chromosomenzahl beträgt 2n=16.

## Vorkommen und Standortansprüche
Das natürliche Verbreitungsgebiet liegt in der kanadischen Provinz British Columbia und in den US-Staaten Oregon, Washington und Kalifornien. Die Oregon-Stachelbeere wächst in Mooren und Sümpfen in Bruchwäldern, auf Feucht- und Nasswiesen an sonnigen bis lichtschattigen Standorten.

## Systematik
Die Oregon-Stachelbeere (Ribes divaricatum) ist eine Art aus der Gattung der Johannisbeeren (Ribes) in der Familie der Stachelbeergewächse (Grossulariaceae). Sie wird in der Untergattung Grossularia der Sektion  Grossularia zugeordnet. Die Art wurde 1830 von David Douglas erstmals wissenschaftlich beschrieben. Der Gattungsname Ribes leitet sich vom arabischen Namen einer Art der Rhabarber ab. Der Name wurde im Mittelalter wegen des säuerlichen Geschmacks der Beeren einiger Arten, der an den Geschmack des Rhabarbers erinnert, für die Johannisbeeren übernommen. Das Artepitheton divaricatum stammt aus dem lateinischen und bedeutet „sperrig“.
Es werden drei Varietäten unterschieden:
- Ribes divaricatum  var. divaricatum mit 2 bis 3 Millimeter langen, weißen Kronblättern, 8 bis 11 Millimeter langen Griffel und 4,5 bis 7 Millimeter langen Staubfäden. Der Blütenbecher ist 1,7 bis 2,5 Millimeter lang.
- Ribes divaricatum var. parishii (A. Heller) A.E. Murray mit 2 bis 3 Millimeter langen, rosafarbenen bis roten Kronblättern, 8 bis 11 Millimeter langen Griffel und 4,5 bis 7 Millimeter langen Staubfäden. Der Blütenbecher ist 2,8 bis 3,5 Millimeter lang.
- Ribes divaricatum var. pubiflorum Koehne mit 1,2 bis 1,7 Millimeter, weißen Kronblättern, 5 bis 7 Millimeter langen Griffel und 3,5 bis 4,7 selten 5 Millimeter langen Staubfäden.

## Verwendung
Die Oregon-Stachelbeere wird selten kultiviert. Sie ist ein Kreuzungspartner bei einigen Sorten der Jostabeere.

## Nachweise